# تامریس اویار
تامریس اویار (انگلیسی: Tomris Uyar; ۱۵ مارس ۱۹۴۱ – ۴ ژوئیهٔ ۲۰۰۳) با نام اصلی رعنا تامریس گدیک (انگلیسی: Rana Tomris Gedik)؛ یک زن نویسنده، روزنامه‌نگار و مترجم اهل ترکیه بود.
اویار یکی از چهره‌های برجسته در ادبیات ترکی دهه ۱۹۷۰ بود. او به خاطر سبک رئالیستی‌اش که اغلب بر تصویرسازی واقعی شخصیت‌های زن و پویایی‌های خانوادگی تمرکز دارد، شهرت داشت.

## زندگی
اویار در ۱۵ مارس ۱۹۴۱ در استانبول به دنیا آمد و با حضور در مدارس آمریکایی بزرگ شد. دسترسی او به داستان‌های کوتاه انگلیسی زبان و ادبیات معاصر ترکیه منشأ الهام قوی برای او بود.
اویار کار خود را به عنوان مترجم شروع کرد و تا پایان عمر به این حرفه ادامه داد. او به داستان‌های آوانگارد انگلیسی پرداخت و در این روند تسلط نادری بر پیچیدگی‌های زبان ترکی پیدا کرد.

## افتخارات
اویار در سال‌های ۱۹۸۰ و ۱۹۸۷، دو بار جایزه داستان کوتاه سعید فائق (Sait Faik Short Story Award)، یکی از معتبرترین جوایز ادبیات ترکیه برای داستان کوتاه، را دریافت کرد. این جوایز که به افتخار نویسنده ایجاد شد تأثیر عمیقی بر اویار و روایت‌های او گذاشت.
تاکنون، نوشته‌های اویار به بیش از ۶۰ زبان منتشر شده‌است و خوانندگان در سراسر جهان از خواندن آن‌ها لذت می‌برند.